# Karol Geyer
Karol Władysław Geyer (ur. 23 marca 1890 w Łodzi, zm. 15 października 1947 w Zurychu) – polski fabrykant, ziemianin, jeden z najbogatszych łodzian I połowy XX w.

## Życiorys
Karol Geyer był z wykształcenia chemikiem, Ukończył w 1914 Politechnikę w Zurychu, gdzie zdobył tytuł inżyniera, następnie wrócił do Łodzi gdzie pracował w rodzinnych zakładach. W okresie międzywojennym zarządzał rodzinną fabryką, wspólnie z kuzynami – Robertem Geyerem i Gustawem Wilhelmem Geyerem. Ponadto pracował w zarządzie Związku Eksportowego Polskiego Przemysłu Włókienniczego. Co więcej wraz z kuzynami za pośrednictwem firmy wspierał szpital w Kochanówce, szpital Anny Marii dla dzieci, a także łożył na Szkołę Rzemiosł. Karol Geyer działał również na rzecz korzystnego dla Polski wyniku plebiscytu na Warmii i Mazurach. W imieniu firmy przeznaczył 50 000 marek na działania z nim związane oraz uczestniczył w zbiórkach organizowanych na jego potrzeby, mimo sceptycyzmu niemieckich robotników wobec uznania Warmii i Mazur za część Polski.
W 1919 po ślubie z Marią Eryką Buchholtz zamieszkał przy ul. Czerwonej 4 w Łodzi w tzw. Willi Karola Geyera. Biorąc z nią ślub uplasował się w czołówce najbogatszych łodzian, a jego majątek szacowano wówczas na około 40 mln zł, co wiązało się między innymi zarówno z dziedzictwem przemysłowym Geyerów, jak i znacznym posagiem żony, która do małżeństwa wniosła 1000 akcji fabryki Scheiblerów oraz majątek w Dąbrowie Zielonej, który pierwotnie należał do babki Marii – Anny Scheibler, i który Buchholtzowie kupili za 110 tys. dolarów. Ponadto do jego majątku należały udziały w rodzinnej firmie Ludwika Geyera, cukrowni w Leśmierzu, kopalni Węgla Kamiennego „Saturn”, cementowni „Jowisz”, Łódzkich Kolejach Dojazdowych, a także w fabryce jedwabiu Beckera w Białymstoku oraz fabryce koronek w Warszawie, ponadto założył spółkę Zurdoma w Szwajcarii zajmującą się budową i eksploatacją apartamentowców, których wybudował 4 lub 5. był także właścicielem drugiego samochodu, który pojawił się w Łodzi. W majątku w Dąbrowie Zielonej Geyerowie mieli 400-letni dwór wraz z folwarkiem, ponadto Karol założył: krochmalnię, gorzelnię, serownię, 2 młyny, tartak oraz suszarnię drewna, zatrudniał tam około 500 osób.
W związku ze znajomością Geyera z marszałkiem Edwardem Śmigłym-Rydzem i jego wizytą w domu Geyerów opinia publiczna przypuszczała, że zostanie członkiem rządu, co jednak nie miało miejsca.
W 1934 Karol Geyer uzyskał patent na przyrząd do wytwarzania kolorystycznych efektów kropkowanych na tkaninach.

### II wojna światowa
Geyerowie lato 1939 spędzali w Dąbrowie Zielonej, tam też zastał ich wybuch II wojny światowej. W związku z prowadzonymi interesami Karol zmuszony był przyjeżdżać do Łodzi. W związku z faktem, iż nie chciał podpisać volkslisty w trakcie jednego z pobytów w rodzinnym mieście, został aresztowany w nocy z 11 na 12 grudnia przez gestapo, w związku z czym Robert Geyer podjął interwencję u wojskowego komendanta miasta. Kiedy wrócił 12 grudnia, wraz z siostrzeńcem Guido Johnem, do swojego domu przy Piotrkowskiej 280, zastał w nim czterech funkcjonariuszy Gestapo. Jeden ze służących relacjonował, że słyszał głośną i krótką wymianę zdań, po której padły strzały. Następnie widział, jak Guido John został zastrzelony, kiedy biegł przez park chcąc dostać się do furtki. Po opuszczeniu przez Gestapo domu, służący znalazł martwe ciało fabrykanta. Karol Geyer od 12 grudnia był przez Niemców przetrzymywany w obozie przesiedleńczym w Radogoszczu, a po kilku dniach wywieziony do Krakowa. Jednocześnie otrzymał zakaz powrotu do Łodzi. Niemcy skonfiskowali jego łódzki majątek, w związku z czym postanowił zamieszkać w Dąbrowie Zielonej.
W okresie II wojnie światowej przez majątek w Dąbrowie przewinęły się liczne wydarzenia. Nachodzili go Niemcy w celu odebrania kontyngentów zboża i bydła, a także partyzanci Armii Krajowej i Armii Ludowej, w celu zdobycia prowiantu, odzieży oraz pieniędzy. Co więcej, sam Karol Geyer był członkiem Uprawy – konspiracyjnej organizacji właścicieli ziemskich zaopatrującej partyzantów.
W grudniu 1943 Armia Ludowa porwała dla okupu Karola juniora, którego po 5 dniach uwolniła w zamian za gotówkę i spirytus. Następnie 2-krotnie został porwany Mariusz, będący żołnierzem Armii Krajowej – za pierwszym razem został wykupiony za pieniądze, jedzenie i spirytus. W trakcie drugiego porwania, 1 listopada 1944 Mariusz Geyer zginął, prawdopodobnie w trakcie próby odbicia zakładników przez jednostkę Narodowych Sił Zbrojnych. Po śmierci Mariusza rodzina Geyerów podjęła decyzję o wyjechaniu z okupowanej Polski. W pierwszej kolejności wysłali oni Karola juniora do Feldkirch pod pretekstem pracy w Niemczech i dzięki przekupieniu niemieckiego urzędnika. Następnie sami postanowili opuścić Dąbrowę Zieloną, wjechali do Feldkirch, a następnie do Innsbrucka, gdzie Karol Geyer miał swoje szwajcarskie przedsiębiorstwo. Geyerowie dostali szwajcarskie wizy, lecz nie dostali pozwolenia na stały pobyt.
Karol Geyer zmarł nagle na zawał serca 15 października 1947. Po jego śmierci żona z dwójką dzieci przenieśli się do Toronto, gdzie wylądowali w lipcu 1948.

## Życie prywatne
Karol Geyer był synem Emila Geyera – łódzkiego fabrykanta, syna Ludwika Geyera oraz Anny Magdaleny z d. Weil.
W 1919 Karol Geyer ożenił się z Marią Eryką Buchholtz – córką przemysłowca z Supraśla – Adolfa Buchholtza i Adeli Marii z d. Scheibler, córki Karola Wilhelma Scheiblera i Anny Scheibler.
Geyerowie mieli troje dzieci – Mariusza, Annę oraz Karola juniora.